# منصور تهرانی
منصور تهرانی (زادهٔ ۱ فروردین ۱۳۲۷) کارگردان و ترانه‌سرای ایرانی مقیم گوتنبرگ سوئد است. از مشهورترین کارهای او می‌توان به فیلم «از فریاد تا ترور» و سرود «یار دبستانی من» که برای همین فیلم ساخته‌بود اشاره‌ کرد.

## زندگی
سیدمنصور قبله تهرانی در اول فروردین ۱۳۲۷ در بندرشاه متولد شد. وی در دبستان، اولین نمایشنامه خود را نوشت و اجرا کرد. 
ماهنامه فیلم در شماره دوم خود دربارهٔ وی می‌نویسد: «منصور تهرانی، بیشتر به عنوان یک ترانه‌سرا شهرت دارد تا یک فیلم‌ساز. سینما را با ساختن فیلم‌های کوتاه آغاز کرد و یکی از فیلم‌های کوتاهش در جشنواره سپاس جایزه گرفت. از فریاد تا ترور اولین فیلم بلند منصور تهرانی است.»

## آثار

### فیلم‌ها (کارگردانی)
| نام فیلم         | فیلمنامه‌نویس | تهیه‌کننده                      | سال انتشار |
| ---------------- | ------------ | ------------------------------ | ---------- |
| از فریاد تا ترور | منصور تهرانی | رضا محمدیاری                   | ۱۳۵۹       |
| مسافر شب         | منصور تهرانی | فرهاد حمیدی                    | ۱۳۵۹       |
| بازرس ویژه       | منصور تهرانی | رضا محمدیاری، اکبر صادقی       | ۱۳۶۰       |
| برگ و باد        | بهرام فروتن  | بیژن مومنی، شهریار بصیری       | ۱۳۶۳       |
| حادثه            | بهمن زرین‌پور | ماشالله افراشته                | ۱۳۶۵       |
| گرفتار           | ایرج بقایی   | بیوک محمدزاده                  | ۱۳۶۶       |
| مردان مرداب      | منصور تهرانی | منصور تهرانی، اسماعیل محمدزاده | ۱۳۶۶       |

### فیلمنامه‌ها
| نام فیلم         | کارگردان     | تهیه‌کننده                | سال انتشار |
| ---------------- | ------------ | ------------------------ | ---------- |
| باغ بلور         | ناصر محمدی   | شکرالله رفیعی            | ۱۳۵۷       |
| کرکس‌ها می‌میرند   | جمشید حیدری  | سیدمحمد قاضی، هادی مشکات | ۱۳۵۹       |
| از فریاد تا ترور | منصور تهرانی | رضا محمدیاری             | ۱۳۵۹       |
| مسافر شب         | منصور تهرانی | فرهاد حمیدی              | ۱۳۵۹       |
| بازرس ویژه       | منصور تهرانی | رضا محمدیاری، اکبر صادقی | ۱۳۶۰       |

### تله‌فیلم و سریال
| نام فیلم      | سال تولید |
| ------------- | --------- |
| کلاغ پر       | ۱۳۵۰ ۱۹۷۱ |
| خون‌آباد       | ۱۳۵۸ ۱۹۷۹ |
| خبرنامه       | ۱۳۶۵ ۱۹۸۶ |
| پله آخر       | ۱۳۶۹ ۱۹۹۰ |
| تا شقایق هست  | ۱۳۷۶ ۱۹۹۷ |
| شب دوستان خوب | ۱۳۷۸ ۱۹۹۹ |

### موسیقی متن
| نام فیلم         | کارگردان        | تهیه‌کننده                     | سال تولید |
| ---------------- | --------------- | ----------------------------- | --------- |
| شب زخمی          | محمد صفار       | محمد رشیدی                    | ۱۳۵۶      |
| باغ بلور         | ناصر محمدی      | شکرالله رفیعی                 | ۱۳۵۷      |
| مسافر شب         | منصور تهرانی    | فرهاد حمیدی                   | ۱۳۵۹      |
| کرکس‌ها می‌میرند   | جمشید حیدری     | سیدمحمد قاضی، هادی مشکات      | ۱۳۵۹      |
| انفجار           | ساموئل خاچیکیان | مرتضی نیکخواه                 | ۱۳۵۹      |
| از فریاد تا ترور | منصور تهرانی    | رضا محمدیاری                  | ۱۳۵۹      |
| مرز              | جمشید حیدری     | هادی مشکات                    | ۱۳۶۰      |
| فرمان            | کوپال مشکات     | هادی مشکات                    | ۱۳۶۰      |
| بازرس ویژه       | منصور تهرانی    | محمدرضا محمدیاری، اکبر صادقی  | ۱۳۶۰      |
| ملخ زدگان        | ناصر محمدی      | ناصر واثقا نوش ملازاده        | ۱۳۶۲      |
| شیلات            | رضا میرلوحی     | جواد گلپایگانی                | ۱۳۶۲      |
| زخمه             | خسرو ملکان      | محمدحسین حقیقی، علی اصغر احدی | ۱۳۶۲      |
| بالاش            | اکبر صادقی      | اکبر صادقی                    | ۱۳۶۲      |
| سیاه راه         | کوپال مشکات     | عبدالرضا ساعتچی               | ۱۳۶۳      |
| حادثه            | منصور تهرانی    | ماشالله افراشته               | ۱۳۶۳      |
| برگ و باد        | منصور تهرانی    | بیژن مومنی، شهریار بصیری      | ۱۳۶۴      |
| گرفتار           | منصور تهرانی    | بیوک محمدزاده                 | ۱۳۶۶      |

### بازیگری
| نام فیلم         | کارگردان    | تهیه‌کننده     | سال انتشار |
| ---------------- | ----------- | ------------- | ---------- |
| کرکس‌ها می‌میرند   | جمشید حیدری | سیدمحمد قاضی  | ۱۳۵۹ ۱۹۸۰  |
| فرزند لحظه‌ها     | بیورن رونگه | تلویزیون سوئد | ۱۳۷۳ ۱۹۹۴  |
| دوست دختر پسر من | آندرش گرانل | تلویزیون سوئد | ۱۳۷۵ ۱۹۹۶  |

## ترانه‌شناسی
اطلاعات مندرج در این جدول براساس کتاب «یار دبستانی من» (گفت‌وگو با منصور تهرانی) تنظیم شده‌است.
| نام ترانه            | خواننده         | آهنگساز       | تنظیم‌کننده      | سال انتشار |
| -------------------- | --------------- | ------------- | --------------- | ---------- |
| پولک                 | لیلا فروهر      | لقمان ادهمی   | اریک            | ۱۳۵۴ ۱۹۷۵  |
| دختر مشرقی           | شهره            | محمد شمس      | محمد شمس        | ۱۳۵۴ ۱۹۷۵  |
| عشق                  | عارف            | سیاوش قمیشی   | آندرانیک        | ۱۳۵۴ ۱۹۷۵  |
| ای رسیده از راه      | عارف            | سیاوش قمیشی   | واروژان         | ۱۳۵۴ ۱۹۷۵  |
| هوای باغ             | رکسانا          | سیاوش قمیشی   | آندرانیک        | ۱۳۵۴ ۱۹۷۵  |
| پشیمان               | افشین مقدم      | ناصر چشم‌آذر   | ناصر چشم‌آذر     | ۱۳۵۵ ۱۹۷۶  |
| مریخی                | مارتیک          | مارتیک        | ناصر چشم‌آذر     | ۱۳۵۵ ۱۹۷۶  |
| چشمه                 | ابی             | پرویز قدرخانی | اریک            | ۱۳۵۵ ۱۹۷۶  |
| بدرقه                | ابی             | سیاوش قمیشی   | آندرانیک        | ۱۳۵۵ ۱۹۷۶  |
| نارنج و ترنج         | نلی             | طوفان         | ناصر چشم‌آذر     | ۱۳۵۵ ۱۹۷۶  |
| سر سپرده             | ستار            | صادق نوجوکی   | ناصر چشم‌آذر     | ۱۳۵۵ ۱۹۷۶  |
| جاده‌های برفی         | فرزین           | حسن شماعی‌زاده | منوچهر چشم‌آذر   | ۱۳۵۵ ۱۹۷۶  |
| خلوت                 | گوگوش           | ناصر چشم‌آذر   | ناصر چشم‌آذر     | ۱۳۵۵ ۱۹۷۶  |
| خلوت                 | گوگوش           | ناصر چشم‌آذر   | اریک            | ۱۳۵۵ ۱۹۷۶  |
| مخلوق                | گوگوش           | حسن شماعی‌زاده | منوچهر چشم‌آذر   | ۱۳۵۵ ۱۹۷۶  |
| پیشکش                | گوگوش           | حسن شماعی‌زاده | منوچهر چشم‌آذر   | ۱۳۵۵ ۱۹۷۶  |
| زوج                  | رامش            | منوچهر چشم‌آذر | منوچهر چشم‌آذر   | ۱۳۵۵ ۱۹۷۶  |
| تو همونی (جوونه)     | حسن شماعی‌زاده   | حسن شماعی‌زاده | ناصر چشم‌آذر     | ۱۳۵۵ ۱۹۷۶  |
| پناه                 | حسن شماعی‌زاده   | حسن شماعی‌زاده | منوچهر چشم‌آذر   | ۱۳۵۵ ۱۹۷۶  |
| بعد از تو            | حسن شماعی‌زاده   | حسن شماعی‌زاده | منوچهر چشم‌آذر   | ۱۳۵۵ ۱۹۷۶  |
| بومی                 | حسن شماعی‌زاده   | حسن شماعی‌زاده | منوچهر چشم‌آذر   | ۱۳۵۵ ۱۹۷۶  |
| رستن                 | فرزین           | حسن شماعی‌زاده | ناصر چشم‌آذر     | ۱۳۵۶ ۱۹۷۷  |
| زمزمه                | حمیرا           | حسن شماعی‌زاده | مجتبی میرزاده   | ۱۳۵۶ ۱۹۷۷  |
| آدم و حوا            | گوگوش و مارتیک  | مارتیک        | ناصر چشم‌آذر     | ۱۳۵۶ ۱۹۷۷  |
| ستاره                | سلی             | سیاوش قمیشی   | اریک            | ۱۳۵۶ ۱۹۷۷  |
| گل زرد               | لیلا فروهر      | منوچهر چشم‌آذر | منوچهر چشم‌آذر   | ۱۳۵۶ ۱۹۷۷  |
| عشق تازه             | لیلا فروهر      | سیاوش قمیشی   | منوچهر چشم‌آذر   | ۱۳۵۶ ۱۹۷۷  |
| درخت                 | حسن شماعی‌زاده   | حسن شماعی‌زاده | ناصر چشم‌آذر     | ۱۳۵۶ ۱۹۷۷  |
| شمال                 | حسن شماعی‌زاده   | حسن شماعی‌زاده | منوچهر چشم‌آذر   | ۱۳۵۶ ۱۹۷۷  |
| دل صدساله            | بابک اشکان      | طوفان         | ناصر چشم‌آذر     | ۱۳۵۶ ۱۹۷۷  |
| ساربون               | فرزین           | حسن شماعی‌زاده | منوچهر چشم‌آذر   | ۱۳۵۶ ۱۹۷۷  |
| مرد                  | عارف            | حسن شماعی‌زاده | منوچهر چشم‌آذر   | ۱۳۵۶ ۱۹۷۷  |
| سهمم از تو (اوج)     | عارف            | حسن شماعی‌زاده | آندرانیک        | ۱۳۵۶ ۱۹۷۷  |
| گل واژه              | ابی             | صادق نوجوکی   | ناصر چشم‌آذر     | ۱۳۵۶ ۱۹۷۷  |
| شب زخمی              | ابی             | سُلی           | اریک            | ۱۳۵۶ ۱۹۷۷  |
| باغ بلور             | ابی             | حسن شماعی‌زاده | ناصر چشم‌آذر     | ۱۳۵۶ ۱۹۷۷  |
| حرف بزن              | مازیار          | صادق نوجوکی   | ناصر چشم‌آذر     | ۱۳۵۶ ۱۹۷۷  |
| آدم‌برفی              | مازیار          | صادق نوجوکی   | ناصر چشم‌آذر     | ۱۳۵۶ ۱۹۷۷  |
| روایت                | ستار            | صادق نوجوکی   | ناصر چشم‌آذر     | ۱۳۵۶ ۱۹۷۷  |
| گلنار                | ستار            | مارتیک        | اریک            | ۱۳۵۶ ۱۹۷۷  |
| تردید                | بتی             | حسن شماعی‌زاده | منوچهر چشم‌آذر   | ۱۳۵۶ ۱۹۷۷  |
| خیابون               | طوفان           | ناصر چشم‌آذر   | ناصر چشم‌آذر     | ۱۳۵۶ ۱۹۷۷  |
| انتظار               | کوروش یغمایی    | کوروش یغمایی  | کوروش یغمایی    | ۱۳۵۶ ۱۹۷۷  |
| پنجره‌ها              | ویگن            | کوروش یغمایی  | کوروش یغمایی    | ۱۳۵۶ ۱۹۷۷  |
| گلای باغچه           | منوچهر سخایی    | حسن شماعی‌زاده | ناصر چشم‌آذر     | ۱۳۵۶ ۱۹۷۷  |
| بیا بیا              | لیلا فروهر      | ناصر چشم‌آذر   | ناصر چشم‌آذر     | ۱۳۵۷ ۱۹۷۸  |
| دو پرنده             | لیلا فروهر      | ناصر چشم‌آذر   | ناصر چشم‌آذر     | ۱۳۵۷ ۱۹۷۸  |
| غریب                 | حسن شماعی‌زاده   | حسن شماعی‌زاده | اریک            | ۱۳۵۷ ۱۹۷۸  |
| اگه بخوای می‌تونیم    | حسن شماعی‌زاده   | حسن شماعی‌زاده | منوچهر چشم‌آذر   | ۱۳۵۷ ۱۹۷۸  |
| یوسف گمگشته          | ستار            | صادق نوجوکی   | منوچهر چشم‌آذر   | ۱۳۵۷ ۱۹۷۸  |
| بزن تار              | هایده           | صادق نوجوکی   | ناصر چشم‌آذر     | ۱۳۵۷ ۱۹۷۸  |
| نازنین               | طوفان           | ناصر چشم‌آذر   | ناصر چشم‌آذر     | ۱۳۵۷ ۱۹۷۸  |
| محلهٔ قدیمی           | طوفان           | طوفان         | ناصر چشم‌آذر     | ۱۳۵۷ ۱۹۷۸  |
| تفاهم                | طوفان           | طوفان         | طوفان           | ۱۳۵۷ ۱۹۷۸  |
| آلبوم عکس            | نلی             | طوفان         | ناصر چشم‌آذر     | ۱۳۵۷ ۱۹۷۸  |
| دوست دارم            | نلی             | طوفان         | ناصر چشم‌آذر     | ۱۳۵۷ ۱۹۷۸  |
| دو پرنده             | نلی             | طوفان         | ناصر چشم‌آذر     | ۱۳۵۷ ۱۹۷۸  |
| قدم رنجه             | نلی             | آرش سزاوار    | مجتبی میرزاده   | ۱۳۵۸ ۱۹۷۹  |
| بخون به نام عشق      | مرتضی برجسته    | لقمان ادهمی   | اریک            | ۱۳۵۸ ۱۹۷۹  |
| معجزه‌گر              | گوگوش           | ناصر چشم‌آذر   | ناصر چشم‌آذر     | ۱۳۵۸ ۱۹۷۹  |
| یار دبستانی          | فریدون فروغی    | منصور تهرانی  | محمد شمس        | ۱۳۵۹ ۱۹۸۰  |
| یار دبستانی          | جمشید جم        | منصور تهرانی  | محمد شمس        | ۱۳۵۹ ۱۹۸۰  |
| گل گندم              | مازیار          | منصور تهرانی  | محمد شمس        | ۱۳۵۹ ۱۹۸۰  |
| مرز                  | شاپور رحیمی     | منصور تهرانی  | امیر بهشتی      | ۱۳۶۰ ۱۹۸۱  |
| پرنده                | جمشید جم        | منصور تهرانی  | علی درخشان      | ۱۳۶۰ ۱۹۸۱  |
| قیامت خون            | جمشید جم        | منصور تهرانی  | علی درخشان      | ۱۳۶۰ ۱۹۸۱  |
| خورشید جنوبی         | جمشید جم        | منصور تهرانی  | علی درخشان      | ۱۳۶۰ ۱۹۸۱  |
| چشم به راه           | جمشید جم        | منصور تهرانی  | علی درخشان      | ۱۳۶۰ ۱۹۸۱  |
| بیگانه               | جمشید جم        | منصور تهرانی  | علی درخشان      | ۱۳۶۰ ۱۹۸۱  |
| شعله‌های اکبر         | جمشید جم        | منصور تهرانی  | علی درخشان      | ۱۳۶۰ ۱۹۸۱  |
| اما هرگز             | جمشید جم        | منصور تهرانی  | علی درخشان      | ۱۳۶۰ ۱۹۸۱  |
| مسافر                | جمشید جم        | منصور تهرانی  | علی درخشان      | ۱۳۶۰ ۱۹۸۱  |
| گل واژه              | هایده           | صادق نوجوکی   | صادق نوجوکی     | ۱۳۶۱ ۱۹۸۲  |
| ساز شکسته            | الهه            | حسن شماعی‌زاده | حسن شماعی‌زاده   | ۱۳۶۵ ۱۹۸۶  |
| هیچ کجا وطن نمیشه    | حسن ‌شماعی‌زاده   | حسن ‌شماعی‌زاده | حسن ‌شماعی‌زاده   | ۱۳۶۵ ۱۹۸۶  |
| غربت                 | فرزین           | فرزین         | فرزین           | ۱۳۶۵ ۱۹۸۶  |
| پلهٔ آخر              | هوشنگ مژدهی     | هوشنگ مژدهی   | هوشنگ مژدهی     | ۱۳۶۹ ۱۹۹۰  |
| خیابون (اجرای جدید)  | طوفان           | ناصر چشم‌آذر   | طوفان           | ۱۳۷۰ ۱۹۹۱  |
| دل فرنگی             | شهره            | صادق نوجوکی   | صادق نوجوکی     | ۱۳۷۱ ۱۹۹۲  |
| هلهله                | لیلا فروهر      | شوبرت آواکیان | شوبرت آواکیان   | ۱۳۷۲ ۱۹۹۳  |
| عشق (اجرای جدید)     | عارف            | سیاوش قمیشی   | منوچهر چشم‌آذر   | ۱۳۷۲ ۱۹۹۳  |
| تفاهم (اجرای جدید)   | طوفان           | طوفان         | طوفان           | ۱۳۷۳ ۱۹۹۴  |
| یک محله              | طوفان           | طوفان         | مهداد زند کریمی | ۱۳۷۵ ۱۹۹۶  |
| یک خاطره             | طوفان           | طوفان         | برایان وی       | ۱۳۷۵ ۱۹۹۶  |
| معجزه‌گر (اجرای جدید) | نوش‌آفرین        | ناصر چشم‌آذر   | آرا هایراپتیان  | ۱۳۷۶ ۱۹۹۷  |
| نسل گمشده            | ستار            | منصور تهرانی  | کیان معنوی      | ۱۳۷۷ ۱۹۹۸  |
| تولد عشق             | حسن شماعی‌زاده   | حسن شماعی‌زاده | Jorge Patrono   | ۱۳۷۷ ۱۹۹۸  |
| دونه دونه            | حسن شماعی‌زاده   | حسن شماعی‌زاده | آرا هایراپتیان  | ۱۳۷۷ ۱۹۹۸  |
| مخلوق (اجرای جدید)   | حسن شماعی‌زاده   | حسن شماعی‌زاده | انوش فریدپور    | ۱۳۸۵ ۲۰۰۶  |
| معلم عشق             | علی فرهادی      | عبی یگانه     | عبی یگانه       | ۱۳۷۸ ۱۹۹۹  |
| نازنین               | علی فرهادی      | عبی یگانه     | عبی یگانه       | ۱۳۷۸ ۱۹۹۹  |
| هوای بندر            | سعید علیزاده    | عبی یگانه     | شهیاد           | ۱۳۸۷ ۲۰۰۸  |
| جعبه جادو            | آروین یارالهی   | آروین یارالهی | آروین یارالهی   | ۱۳۸۷ ۲۰۰۸  |
| برج عاج              | سوسن کلالپور    | منصور تهرانی  | عبی یگانه       | ۱۳۸۷ ۲۰۰۸  |
| آشتی                 | آرین            | عبی یگانه     | عبی یگانه       | ۱۳۸۷ ۲۰۰۸  |
| وادی عشق             | آرین            | عبی یگانه     | عبی یگانه       | ۱۳۸۷ ۲۰۰۸  |
| بزن تار (بازخوانی)   | شهاب تیام       | صادق نوجوکی   | پوریا نیاکان    | ۱۳۹۰ ۲۰۱۱  |
| خواب خوش             | فرخ ترک‌زاده     | فرخ ترک‌زاده   | شاهین یوسف‌زمانی | ۱۳۹۰ ۲۰۱۱  |
| ای نازنینم           | کیانوش جوانمیری | نبرد جوانمیری | نبرد جوانمیری   | ۱۳۹۲ ۲۰۱۳  |
| پریا                 | سعید شایسته     | عبی یگانه     | آرمین یوسفی     | ۱۳۹۸ ۲۰۱۹  |
| حضور تو              | امید امیدی      | امیر قدیانی   | امید امیدی      |            |
| ایران وطنم           | امید امیدی      | امیر قدیانی   | امیر قدیانی     |            |
| شبهای بندر           | امید امیدی      | محسن صادقی    | محسن صادقی      |            |